# Stella Cox
Stella Cox, née le 21 décembre 1990 à Rome, est le nom de scène d'une actrice de films pornographiques et mannequin de charme italienne.

## Carrière
Née à Rome en 1990 (le 21 décembre, ou, selon certains sites, le 7 novembre), elle a ensuite déménagé en Angleterre, où elle a commencé sa carrière en 2013.
Parlant de ses débuts dans une interview, elle a déclaré qu'elle avait été contactée par des producteurs anglais du secteur après avoir publié certaines de ses vidéos sur Internet.
Sa première scène, intitulée Is Spunk on the Menu?, a été publiée le 14 novembre 2013.
En 2016 et 2017 elle a été nommée pour AVN Award dans la catégorie meilleure actrice étrangère de l'année.
En 2018, a joué avec Luna Rival un court métrage intitulé Cul d'Orsay, diffusé à l'émission de télévision Crac crac présentée par Monsieur Poulpe.
En 2018, elle a remporté le XBIZ Award dans la catégorie artiste féminine étrangère de l'année. Pour la deuxième année consécutive, ce prix a été attribué à une actrice italienne. En 2017, le prix a en fait été attribué à Valentina Nappi.

## Filmographie sélective

### Films
- Private Gold 183: Deception (Private, 2014)
- Private Gold 185: Intimate Studio (Private, 2014)
- The Art of Control (Daring, 2014)
- The Pleasure Business (Daring, 2014)
- Amazing Tits 5 (Mile High, 2015)
- Bankers (Union Films, 2015)
- Demon Lust (Spizoo, 2015)
- Erotica FM (Digital Playground, 2015)
- Executive Affairs (Daring, 2015)
- Housemates 2 (JoyBear Pictures, 2015)
- Moms in Control (Brazzers, 2015)
- Private Gold 189: Filthy Webcammers (Private, 2015)
- Private Gold 193: London Love Affairs (Private, 2015)
- Private Gold 195: First Dates (Private, 2015)
- Private Specials 110: Cheating Babes (Private, 2015)
- Private Specials 114: Cougars (Private, 2015)
- Prime Cups 11 (Perfect Gonzo DVD, 2015)
- Sherlock: A XXX Parody (Digital Playground, 2015)
- Stella Cox: Nymphomaniac (Harmony Films, 2015)
- 2 Cute 4 Porn 4 (Evil Angel, 2016)
- Anal Visions (Evil Angel, 2016)
- Barefoot Confidential 92 (Kick Ass Pictures, 2016)
- Be Gentle with Me (Daring, 2016)
- Black Massive Cocks 1 (West Coast Productions, 2016)
- Busty Interracial 2 (Mile High, 2016)
- Detective (Jacquie et Michel, 2016)
- Erotic Encounters 2 (Mile High, 2016)
- Exquisite Slits (Harmony Films, 2016)
- First Love (Digital Playground, 2016)
- French Affair (Digital Playground, 2016)
- Girlfriend Experience (Daring, 2016)
- Just Do Her (DDF, 2016)
- Kayden Kross' Big Natural Tits Casting Couch (Airerose Entertainment, 2016)
- Lesbian PsychoDramas 22 (Girlfriends Films, 2016)
- Let's Try Anal 20 (Mofos, 2016)
- London Bangers (Wicked Pictures, 2016)
- Ma cousine est une putain (Video Marc Dorcel, 2016)
- Parodies Awaken 2 (Digital Playground, 2016)
- Prison Lesbians 4 (Mile High, 2016)
- Private Gold 204: Mountain Crush (Private, 2016)
- Private Gold 205: Cuckold Lives (Private, 2016)
- Private Specials 122: Stella Cox: Intimate Fantasies (Private, 2016)
- Road Thrills (Fake Taxi, 2016)
- Sexual Athletics (Jules Jordan Video, 2016)
- Stay With Me (Daring, 2016)
- T'es Raide Dingue (Fred Coppula Prod., 2016)
- Tease (JoyBear Pictures, 2016)
- Women Seeking Women Volume 131 (Girlfriends Films, 2016)
- Women Seeking Women Volume 132 (Girlfriends Films, 2016)
- Xposed (Harmony Films, 2016)
- All You Can Eat (Digital Playground, 2017)
- Anal Destruction (Girlfriends Films, 2017)
- Anal Mania 2 (Perfect Gonzo DVD, 2017)
- Ben Dover: The Old Fucker (Television X, 2017)
- La détective (Jacquie et Michel, 2017)
- Black Escort Agency: Femmes de Pouvoir (Jacquie et Michel, 2017)
- Black Love (Girlfriends Films, 2017)
- Brazzers Presents: The Parodies 8 (Brazzers, 2017)
- Busty Interracial 3 (Mile High, 2017)
- Dark Side of Stella Cox (Dogfart, 2017)
- Dime Piece (Digital Playground, 2017)
- Girls Kissing Girls 21 (Mile High, 2017)
- Lovers Reunited (Fantasy Massage, 2017)
- Pornstar Therapy 1 (Brazzers, 2017)
- Private Gold 207: Sex, Brits and Rock n' Roll (Private, 2017)
- Private Specials 165: Big Boobs (Private, 2017)
- Rocco's Abbondanza 6 (Evil Angel, 2017)
- Sapphic Erotica 6 (Perfect Gonzo DVD, 2017)
- Up My Ass (Juicy Entertainment, 2017)
- Young Harlots: Summer Camp (Harmony Films, 2017)
- Zebra Girls 4 (Hush Hush Entertainment, 2017)
- Backdoor Beauties 4 (Babes Video, 2018)
- British Babes (UK Porn Kings, 2018)
- Cheating Wives (Fred Coppula Prod., 2018)
- Corrupted Beauty (Harmony Films, 2018)
- Moms in Control 8 (Brazzers, 2018)
- Natural Beauty 2 (Metart, 2018)
- My Wife Is A Black Cock Slut 2 (Dogfart, 2018)
- Nymphomaniac Henessy (Harmony Films, 2018)
- Rocco: Sex Analyst 3 (Evil Angel, 2018)
- Uks Hot in Nylons 3 (UK Porn Kings, 2018)

### Scènes sur le Web
- Is Spunk On The Menu? (cumperfection.com, 2013)
- British Girl's First Anal Sex (mofos.com, 2014)
- Italian College Student Exchanges Her Fit Body for a Taxi Ride (fakehub.com, 2014)
- Stella Cox Gets Taken (Brazzers Network, 2014)
- An Officer Not A Gentleman: Stunning Busty Brunette Can't Resist (fakehub.com, 2015)
- Shower Concerto - Singing in the Bathtub Leads to Hardcore Action (ddfnetwork.com, 2015)
- Stella Cox Casting (woodmancastingx.com, 2015)
- Anal Workout Instructions - Threesome with Two Athletic Babes (ddfnetwork.com, 2016)
- Big Boob IR Anal (xempire.com, 2016)
- Big Natural Boobs Fucked in Public (fakehub.com, 2016)
- Blacks on Blondes: Stella Cox (Dogfart Network, 2016)
- Blacks on Blondes: Stella Cox 2 (Dogfart Network, 2016)
- Busty Italian Babe Loves Sex (sexyhub.com, 2016)
- Cock for Cox (Brazzers Network, 2016)
- Cock Of Duty: A XXX Parody (Brazzers Network, 2016)
- Consoladores 6929 (porndoepremium.com, 2016)
- Housewife 1 on 1 21761 (naughtyamerica.com, 2016)
- Interracial Blowbang: Stella Cox (Dogfart Network, 2016)
- Measure of a Man (babes.com, 2016)
- Sex and Submission 40504 (kink.com, 2016)
- Stella Cox, une étoile du X est née ! (Jacquie et Michel TV, 2016)
- Waiting on You (nubilefilms.com, 2016)
- Zebra Girls: Stella Cox and Nadia Jay (Dogfart Network, 2016)
- Art of Kissing Revisited Episode 2 - Clinch (vivthomas.com, 2017)
- Double Penetrated Princess: Analyzed in Outer Space (ddfnetwork.com, 2017)
- Face Call (sexart.com, 2017)
- Flixxx: My Little Sister's Sleepover (digitalplayground.com, 2017)
- Glory Hole: Stella Cox and Jade Jantzen (Dogfart Network, 2017)
- Hand Made (sexart.com, 2017)
- Her Limit 7598 (porndoepremium.com, 2017)
- Home Sweet Home (joymii.com, 2017)
- Italian Student Seduces Instructor (fakedrivingschool.com, 2017)
- My Friend's Hot Girl 22785 (naughtyamerica.com, 2017)
- Naughty America 22607 (naughtyamerica.com, 2017)
- Nymphomaniac in Space - Orgasmic Solo Sorcery (ddfnetwork.com, 2017)
- On the Run (realitykings.com, 2017)
- One Day in HotYlek 3 (sexart.com, 2017)
- Public Disgrace 41114 (kink.com, 2017)
- Public Disgrace 41116 (kink.com, 2017)
- Real Life 19 (Kelly Madison Network, 2017)
- Revelation (girlsway.com, 2017)
- Scoundrel Ruins A Sleepover (Brazzers Network, 2017)
- Sex and Submission 41558 (kink.com, 2017)
- Stella Cox Meets James Deen (jamesdeen.com, 2017)
- Stella Cox Takes Manuel Ferrara's Huge Dick In All Anal Gonzo Film (Bang! Originals, 2017)
- Training Of O 42135 (kink.com, 2017)
- Upper Floor 41653 (kink.com, 2017)
- The Art of Kissing Revisited Episode 2 (VivThomas, 2017)

## Récompenses

### UKAP awards
2014
- Gagnante: Newcomer of the Year[6]

### Paul Raymond awards
2015
- Gagnante: Paul Raymond Girl of the Year[7]

### Avn awards
2016
- Nommée: Female Foreign Performer of the Year

2017
- Nommée: Best Sex Scene in a Foreign-Shot Production, pour Sherlock: a XXX Parody (2015)
- Nommée: Female Foreign Performer of the Year

### Spank bank awards
2017
- Nommée: BBC Slut of the Year
- Nommée: Deepest Throat
- Nommée: Dirty Little Slut of the Year
- Gagnante: Gangbanged Girl of the Year
- Nommée: Gloryhole Guru of the Year
- Gagnante: Imported Enchantress of the Year
- Nommée: Life Sized Human Hand Puppet (aka Best Fistee)
- Nommée: Most Spanked To Girl of the Year
- Nommée: My (Wet) Dream Girl
- Nommée: Porn's Next Superstar

2018
- Nommée: ATM Machine
- Nommée: Best 'Just Got Fucked' Hair
- Nommée: Best Vocals (While Being Railed With Cock)
- Nommée: Cock Worshipper of the Year (Best Whore Knees)
- Nommée: Contessa of Cum
- Nommée: Deepest Throat
- Nommée: DP Dynamo of the Year
- Gagnante: Facial Cum Target of the Year
- Nommée: Most Comprehensive Utilization of All Orifices
- Nommée: Most Fuckable Feet
- Nommée: The Sexiest Woman Alive
- Nommée: Tortured Fuck Doll of the Year

### Spank bank technical awards
2017
- Gagnante: 0069: Licensed To Kill Dicks

2018
- Gagnante: Sexual Jedi

### XBIZ awards
2017
- Nommée: Best Actress - Parody Release, pour Sherlock: a XXX Parody (2015)
- Nommée: Foreign Female Performer of the Year

2018
- Gagnante : Foreign Female Performer of the Year[8]

2019
- Nommée: Foreign Female Performer of the Year

### XBIZ Europa awards
2018
- Nommée: Female Performer of the Year

2019
- Nommée: Female Performer of the Year[9]